# Europacupen i friidrott
Europacupen var en lagtävling i friidrott med flera divisioner. Tävlingen avgjordes varje år vid midsommarhelgen, men ersattes från och med 2009 av europeiska lagmästerskapen. Från starten 1965 avgjordes den vartannat år, men sedan 1993 blev tävlingen årlig.

## Europacupen 2007
År 2007 avgjordes tävlingarna helgen den 23-24 juni med följande resultat.

## Superligan 2007
Superligan för både herrar och damer avgjordes i München. De två sämst placerade lagen flyttas ned till första ligan nästkommande år. 

### Herrar
| Placering | Lag            | poäng |
| 1         | Frankrike      | 116   |
| 2         | Tyskland       | 116   |
| 3         | Polen          | 110   |
| 4         | Storbritannien | 101   |
| 5         | Ryssland       | 93    |
| 6         | Grekland       | 70    |
| 7         | Ukraina        | 58,5  |
| 8         | Belgien        | 53,5  |

Not: Ukraina och Belgien flyttas ned till Första ligan.

### Damer
| Placering | Lag         | poäng |
| 1         | Ryssland    | 127   |
| 2         | Frankrike   | 107   |
| 3         | Tyskland    | 94,5  |
| 4         | Polen       | 89    |
| 5         | Ukraina     | 81    |
| 6         | Vitryssland | 80    |
| 7         | Grekland    | 75    |
| 8         | Spanien     | 64,5  |

Not: Grekland och Spanien flyttas ned till Första ligan.

## Första ligan grupp A
Första ligan grupp A avgjordes i Finska Vasa. Segraren kvalificerades till superligan nästa år och de två sist placerade lagen flyttades ned till andra ligan. 

### Herrar
| Placering | Lag           | poäng |
| 1         | Spanien       | 111   |
| 2         | Sverige       | 107   |
| 3         | Nederländerna | 101,5 |
| 4         | Tjeckien      | 93,5  |
| 5         | Finland       | 88,5  |
| 6         | Schweiz       | 81    |
| 7         | Irland        | 76    |
| 8         | Slovakien     | 59,5  |

Not: Spanien flyttas upp till superligan och Irland och Slovakine flyttas ned till Andraligan.

### Damer
| Placering | Lag            | poäng |
| 1         | Storbritannien | 131   |
| 2         | Sverige        | 110   |
| 3         | Tjeckien       | 102   |
| 4         | Finland        | 98    |
| 5         | Nederländerna  | 78    |
| 6         | Irland         | 76    |
| 7         | Norge          | 73    |
| 8         | Slovakien      | 50    |

Not: Storbritannien flyttas upp till superligan och Norge och Slovakien flyttas ned till Andraligan.

## Förstaligan grupp B
Förstaligan grupp B avgjordes i italienska Milano. Segraren kvalificerades till superligan nästa år och de två sist placerade lagen flyttades ned till andra ligan. 

### Herrar
| Placering | Lag         | poäng |
| 1         | Italien     | 135   |
| 2         | Slovenien   | 105   |
| 3         | Portugal    | 102   |
| 4         | Rumänien    | 98    |
| 5         | Ungern      | 89    |
| 6         | Vitryssland | 85    |
| 7         | Bulgarien   | 57    |
| 8         | Serbien     | 46    |

Not: Italien flyttas upp till superligan och Bulgarien och Serbien flyttas ned till Andraligan.

### Damer
| Placering | Lag       | poäng |
| 1         | Italien   | 139   |
| 2         | Rumänien  | 123   |
| 3         | Portugal  | 95,5  |
| 4         | Bulgarien | 84    |
| 5         | Ungern    | 82    |
| 6         | Slovenien | 72,5  |
| 7         | Serbien   | 61,5  |
| 8         | Cypern    | 58,5  |

Not: Italien flyttas upp till superligan och Serbien och Cypern flyttas ned till Andraligan.

## Andraligan grupp A
Andraligan grupp A avgjordes i danska Odense. De två bäst placerade lagen kvalificerades till första ligan nästa år. 

### Herrar
| Placering | Lag       | poäng |
| 1         | Österrike | 119,5 |
| 2         | Norge     | 117   |
| 3         | Estland   | 116,5 |
| 4         | Lettland  | 110   |
| 5         | Danmark   | 104   |
| 6         | Litauen   | 71    |
| 7         | Island    | 49    |
| 8         | Andorra   | 29    |

Not: Österrike och Norge flyttas upp till förstaligan.

### Damer
| Placering | Lag       | poäng |
| 1         | Belgien   | 124   |
| 2         | Litauen   | 117   |
| 3         | Lettland  | 109   |
| 4         | Österrike | 102   |
| 5         | Estland   | 101   |
| 6         | Danmark   | 83,5  |
| 7         | Island    | 61,5  |
| 8         | Andorra   | 20    |

Not: Belgien och Litauenflyttas upp till förstaligan.

## Andraligan grupp B
Andraligan grupp B avgjordes i bosniska Zecica. De två bäst placerade lagen flyttas upp till första ligan. 

### Herrar
| Placering | Lag                                | poäng |
| 1         | Turkiet                            | 232   |
| 2         | Kroatien                           | 226   |
| 3         | Cypern                             | 209   |
| 4         | Israel                             | 208   |
| 5         | Moldavien                          | 196,5 |
| 6         | Bosnien och Hercegovina            | 158,5 |
| 7         | Luxemburg                          | 151   |
| 8         | Azerbajdzjan                       | 142,5 |
| 9         | Georgien                           | 124,5 |
| 10        | Montenegro                         | 115   |
| 11        | Armenien                           | 106   |
| 12        | Federationen Europas mindre stater | 72    |
| 13        | Albanien                           | 66    |
| 14        | Makedonien                         | 142,5 |

Not: Turkiet och Kroatien flyttas upp till förstaligan.

### Damer
| Placering | Lag                                | poäng |
| 1         | Turkiet                            | 254   |
| 2         | Kroatien                           | 246   |
| 3         | Schweiz                            | 243   |
| 4         | Moldavien                          | 217   |
| 5         | Israel                             | 180   |
| 6         | Bosnien och Hercegovina            | 155,5 |
| 7         | Luxemburg                          | 149   |
| 8         | Montenegro                         | 118   |
| 9         | Azerbajdzjan                       | 110,5 |
| 10        | Armenien                           | 98    |
| 11        | Georgien                           | 90,5  |
| 12        | Albanien                           | 78    |
| 13        | Federationen Europas mindre stater | 55    |
| 14        | Makedonien                         | 46,5  |

Not: Turkiet och Kroatien flyttas upp till förstaligan.

## Lag 2005

### Herrar

#### Superligan
- Frankrike
- Italien
- Polen
- Ryssland
- Spanien
- Storbritannien
- Tjeckien
- Tyskland

#### Division 1 A
- Estland
- Finland
- Kroatien
- Schweiz
- Slovakien
- Slovenien
- Sverige
- Ungern

#### Division 1 B
- Belgien
- Grekland
- Irland
- Nederländerna
- Portugal
- Rumänien
- Serbien och Montenegro
- Ukraina

### Damer

#### Superligan
- Frankrike
- Grekland
- Italien
- Polen
- Rumänien
- Ryssland
- Tyskland
- Ukraina

#### Division 1 A
- Finland
- Kroatien
- Norge
- Slovenien
- Spanien
- Sverige
- Tjeckien
- Ungern

#### Division 1 B
- Belgien
- Bulgarien
- Irland
- Nederländerna
- Portugal
- Serbien och Montenegro
- Storbritannien
- Vitryssland